# Bindahara isabella
Bindahara isabella är en fjärilsart som beskrevs av Felder 1860. Bindahara isabella ingår i släktet Bindahara och familjen juvelvingar. Inga underarter finns listade i Catalogue of Life.